# Clavecin Taskin de 1769

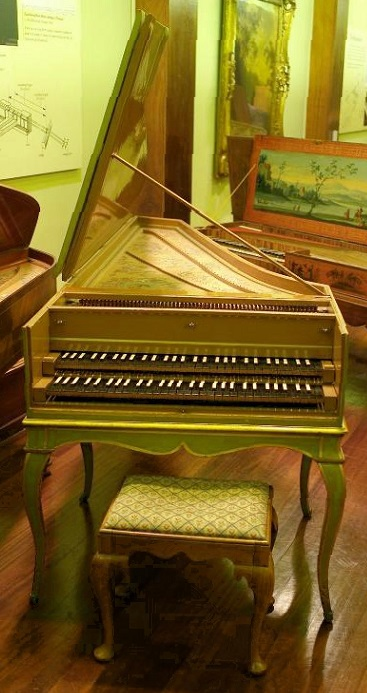
Clavecin par Pascal-Joseph Taskin (Paris, 1769)

Le clavecin Pascal Taskin de 1769 conservé à Edimbourg est un des plus connus, et certainement le plus copié des clavecins français du XVIIIe siècle et même de tous les clavecins anciens.
Il est en parfait état de fonctionnement et représente l'exemple-type de la grande facture parisienne du XVIIIe siècle, et a joué un rôle majeur dans la renaissance du clavecin en tant qu'instrument de musique, non plus considéré uniquement comme objet décoratif, œuvre d'art ou pièce de musée, pendant la seconde moitié du XIXe siècle.
La production de Pascal Taskin, héritier de la tradition familiale des Blanchet, n'est représentée aujourd'hui que par cinq instruments sortis neufs de son atelier et neuf instruments ravalés, d'origine flamande pour la plupart. Les instruments entièrement de sa main sont quatre clavecins à deux claviers - datés de 1769 (celui d'Edimbourg et un autre dans une collection privée à Paris), 1770 et 1786 - ainsi qu'une épinette à l'octave de 1778.
En ce qui concerne le clavecin d'Edimbourg, objet de l'article, il est resté dans la famille Taskin jusqu'à son acquisition en 1952 par le collectionneur
Raymond Russell
qui est à l'origine de la collection instrumentale de l'Université d'Edimbourg, exposée au St. Cecilia's Hall (Collection Russell).

## Historique
Au XIXe siècle l'instrument, resté dans la famille Taskin depuis sa construction, avait été confié en 1882 par Émile-Alexandre Taskin, un descendant du célèbre facteur, chanteur d'opéra, à Louis Tomasini pour être restauré. Louis Diémer l'utilisa de temps à autre pour des concerts. Il avait ensuite été prêté à la maison Érard pour être étudié et servir de modèle à des instruments neufs. 
Un catalogue d'objets d'arts et d'ameublement annonçait la vente après décès de M. Alexandre Taskin, chanteur de l'opéra comique (dont la fille Arlette épousera Louis Vierne), de meubles anciens, qui aurait lieu le vendredi 26 novembre 1897. Cet instrument est mentionné en premier "clavecin à deux claviers et à caisse laquée vert clair avec rehauts d'or : la table d'harmonie est décorée de peintures à sujets de fleurs et d'un oiseau qui serait la marque de l'artiste peintre ; elle porte l'inscription Pascal Taskin élève de Blanchet, disposée autour d'un bas-relief ajouré et doré représentant un amour jouant de la lyre et accompagné des initiales P. T. ; cette signature est elle-même encadrée d'une couronne de fleurs et, auprès d'elle, se lit la date 1769. Pascal Taskin (1730-1793), claveciniste du Roi, était l'arrière grand père de M. Taskin et descendait en ligne directe des Couperin".
L'instrument a inspiré avec plus ou moins de fidélité trois clavecins construits par Louis Tomasini, Érard et Pleyel pour être présentés à l'Exposition universelle de 1889 pendant laquelle Louis Diémer les joua pour plusieurs concerts (tous trois sont actuellement exposés à Berlin au Musikinstrumenten-Museum). Cet évènement, salué par l'intérêt du public marqua le retour sur la scène musicale du clavecin qui n'était plus guère considéré que comme une antiquité valant surtout par sa décoration et l'évocation d'un passé révolu. L'époque était également celle de la redécouverte de la musique ancienne, dont l'instrument avait été un des principaux media et allait le redevenir.
Pendant la période d'occupation de la France par l'Allemagne, le clavecin fut envoyé au Kunsthistorisches Museum de Vienne, et il revint en France en 1945, avant d'être vendu à Raymond Russell en 1952.

## Description
Cet instrument a fait l'objet d'études approfondies, tout d'abord par Frank Hubbard (Three centuries of harpsichord making, pages 119 et suivantes) qui établit d'ailleurs un schéma détaillé de sa structure interne : Planche XII de l'ouvrage) ; une description complète est faite dans l'ouvrage de William Dowd, qui a pu s'appuyer sur le travail de son collègue et ami et l'étudier par lui-même lors de deux examens approfondis.
Instrument typique de la facture parisienne au XVIIIe siècle, il en représente l'apogée en continuation du professionnalisme des Blanchet, notamment par la précision et la légèreté irréprochables de son mécanisme et le soin particulier apporté aux éléments de la structure interne.
La caisse est longue de 2,35 m, large de 94,5 cm et haute de 28 cm. Elle repose sur un piétement comptant six pieds galbés de style Louis XV. La décoration extérieure de la caisse, de son couvercle et du piétement est à la fois très simple et extrêmement élégante : peinture vert pâle tirant sur le gris (qui n'est d'ailleurs ni d'origine, ni typique du style français) avec des bandes dorées larges d'environ 25 mm parallèles au contour de chacun des panneaux (éclisses et couvercle) et des filets dorés soulignant la découpe inférieure du piétement et les arêtes de chaque pied. Les parties intérieures de la caisse sont de couleur saumon clair, l'intérieur du couvercle comportant également des bandes dorées : les couleurs extérieure et intérieure ne sont d'origine ni l'une ni l'autre.
Le clavecin possède deux claviers de 61 notes sur cinq octaves (Fa0 à Fa5). Les marches sont en ébène et les feintes plaquées os ou ivoire.